# Saladamm en Åby
Saladamm en Åby (Zweeds: Saladamm och Åby) is een småort in de gemeente Sala in het landschap Västmanland en de provincie Västmanlands län in Zweden. Het småort heeft 184 inwoners (2005) en een oppervlakte van 37 hectare. Eigenlijk bestaat het småort uit twee plaatsen: Saladamm en Åby.